# XQD

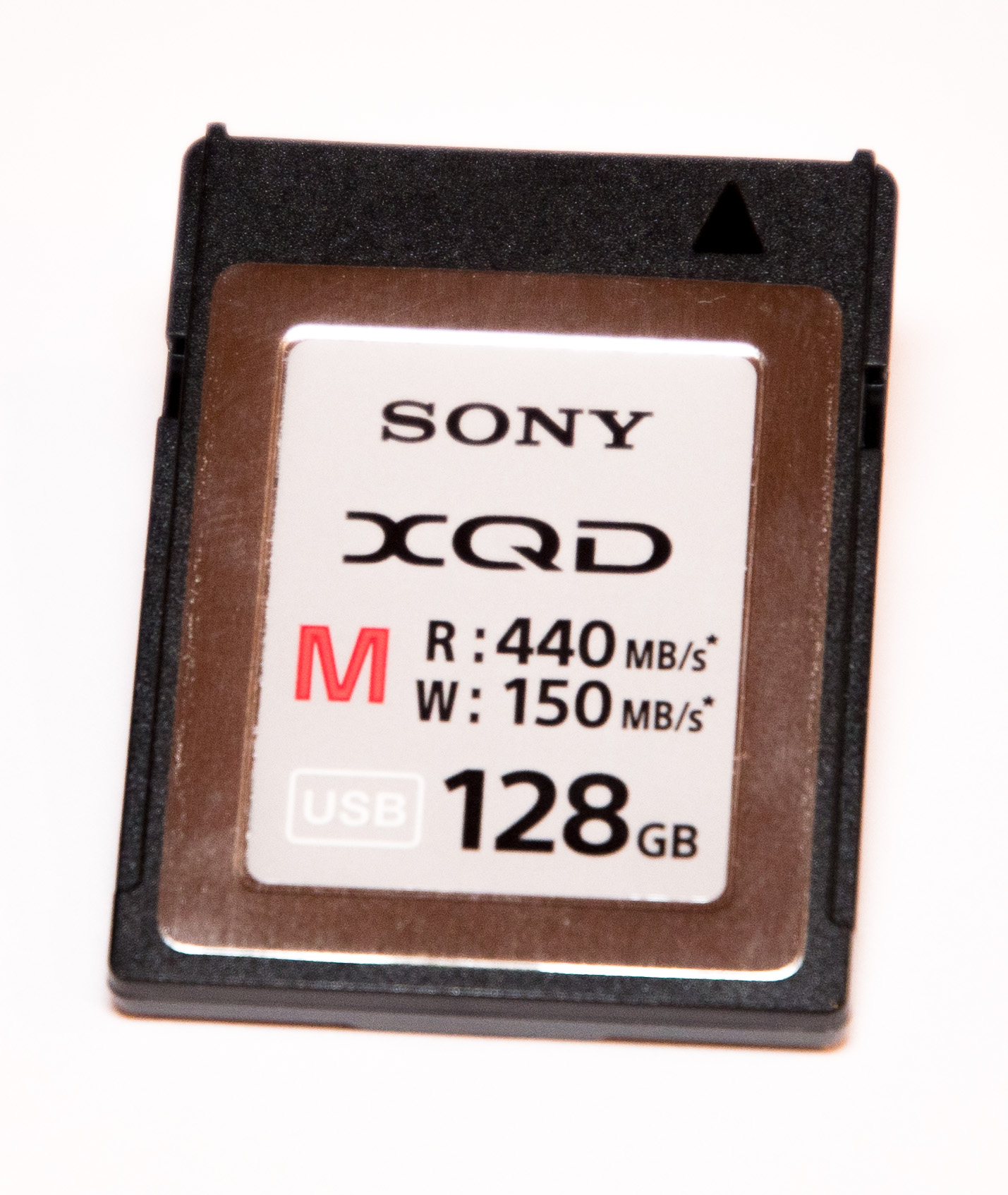
Card XQD

XQD este un format de card de memorie conceput pentru a fi succesorul cardului CompactFlash. Cardul a fost adoptat de Nikon în ianuarie 2012 și încorporat în modelele Nikon D4D4 și D4S și ulterior în aparatele DSLR D5, D500, D850 și aparatele foto mirrorless Z7 și Z6. Sony FDR-AX1 este prima cameră video cu un card XQD ca mediu de stocare. În prezent (2021), Sony și Delkin sunt singurii producători de carduri XQD.
Standardele XQD sunt promovate de CompactFlash Association (CFA):
- Standardul XQD 1.0 oferă o rată de transfer de 2,5 GB/s, dar cu PCI-Express 2.0 de 5 GB/s. Dimensiunile sunt 38,5 × 29,6 x 3,8 mm. XQD are o suprafață puțin mai mică decât un card CF și este mai subțire decât un card CompactFlash tip II, dar mai gros decât un card CompactFlash tip I. Viteza de citire/scriere este de 125 MB/s, și pot asigura transferul a 100 de fișiere RAW în doar câteva secunde.

- Standardul XQD 2.0 include aceleași dimensiuni fizice, și PCI Express 3.0 cu rate de transfer până la 8 GB/s. Cardurile ajung până la 500 MB/s viteză de citire. Capacitatea maximă de stocare proiectată pentru formatul cardului este de peste 2 TB.[2][3][4].

În septembrie 2016, CFA a anunțat succesorul XQD, CFexpress. Acest nou standard utilizează același factor de formă și aceeași interfață, dar folosește protocolul NVMe pentru viteze mai mari, latențe mai mici și consum redus de energie.